# 潘朵拉的盒子

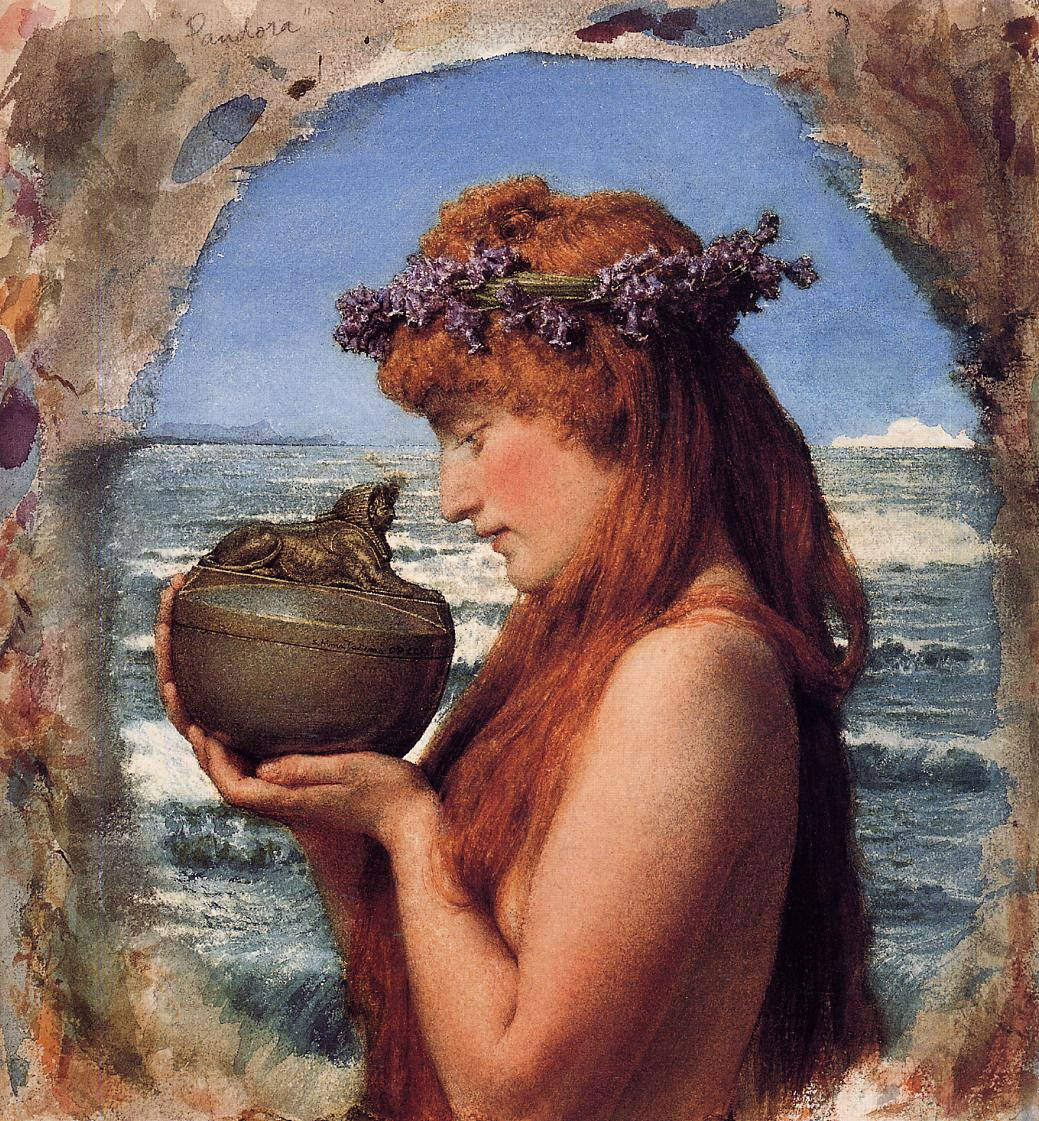
劳伦斯·阿尔玛-塔德玛所绘的矛盾潘多拉的水彩画，1881年

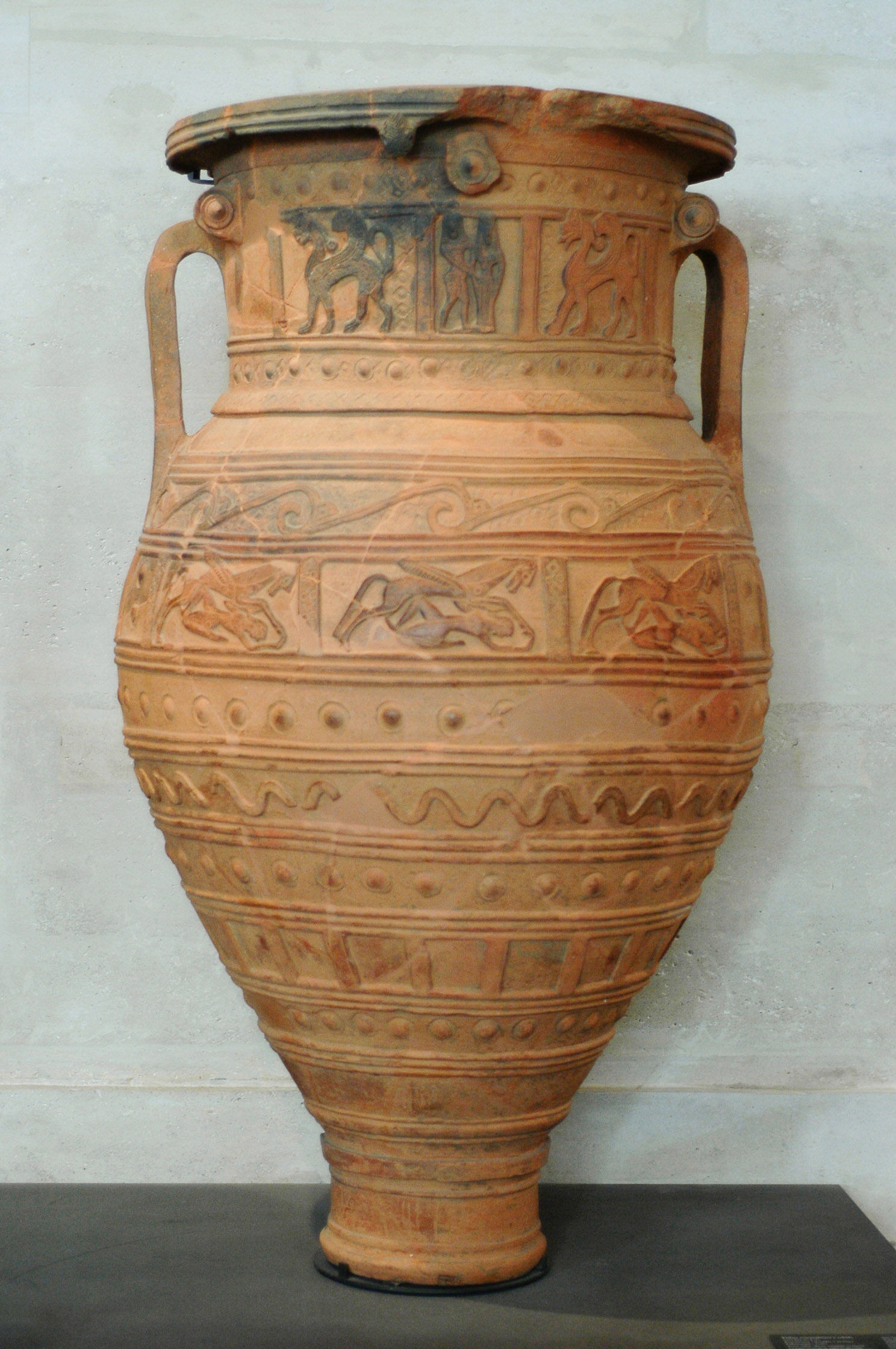
希腊壶，约前675年克里特岛，卢浮宫

潘朵拉的盒子（Pandora's box）源自於希臘神话，是宙斯給潘朵拉的神秘盒子，但原本在神話中是壺（Pithos），壺在古希臘中是盛裝食品的器具。

## 盒子的詞源
翻譯為「盒子」的單詞在希臘語中實際上是一個大罐子（πίθος/pithos）。Pithoi被用於儲存酒、油、穀物或其他食物，或者在儀式上用作埋葬人體的容器，人們相信靈魂會從中逃脫並必然返回。許多學者認為，潘朵拉本人是用粘土製成的，與釋放邪惡的陶罐之間有著密切的類比。
pithos的誤譯通常歸因於 16 世紀的人文主義者伊拉斯謨，他在對潘朵拉故事的拉丁語描述中將希臘語 pithos 改為 pyxis，意思是「盒子」。這個故事出現的背景是伊拉斯謨的諺語集《阿達吉亞》（Adagia，1508年），以說明拉丁語諺語Malo accepto stultus sapit（經歷麻煩使傻瓜變得聰明）。在他的版本中，盒子是由厄庇墨透斯打開的，他的名字的意思是「事後思考」——或者正如赫西俄德所說，「犯錯的人變得聰明」。

### 不同版本的容器

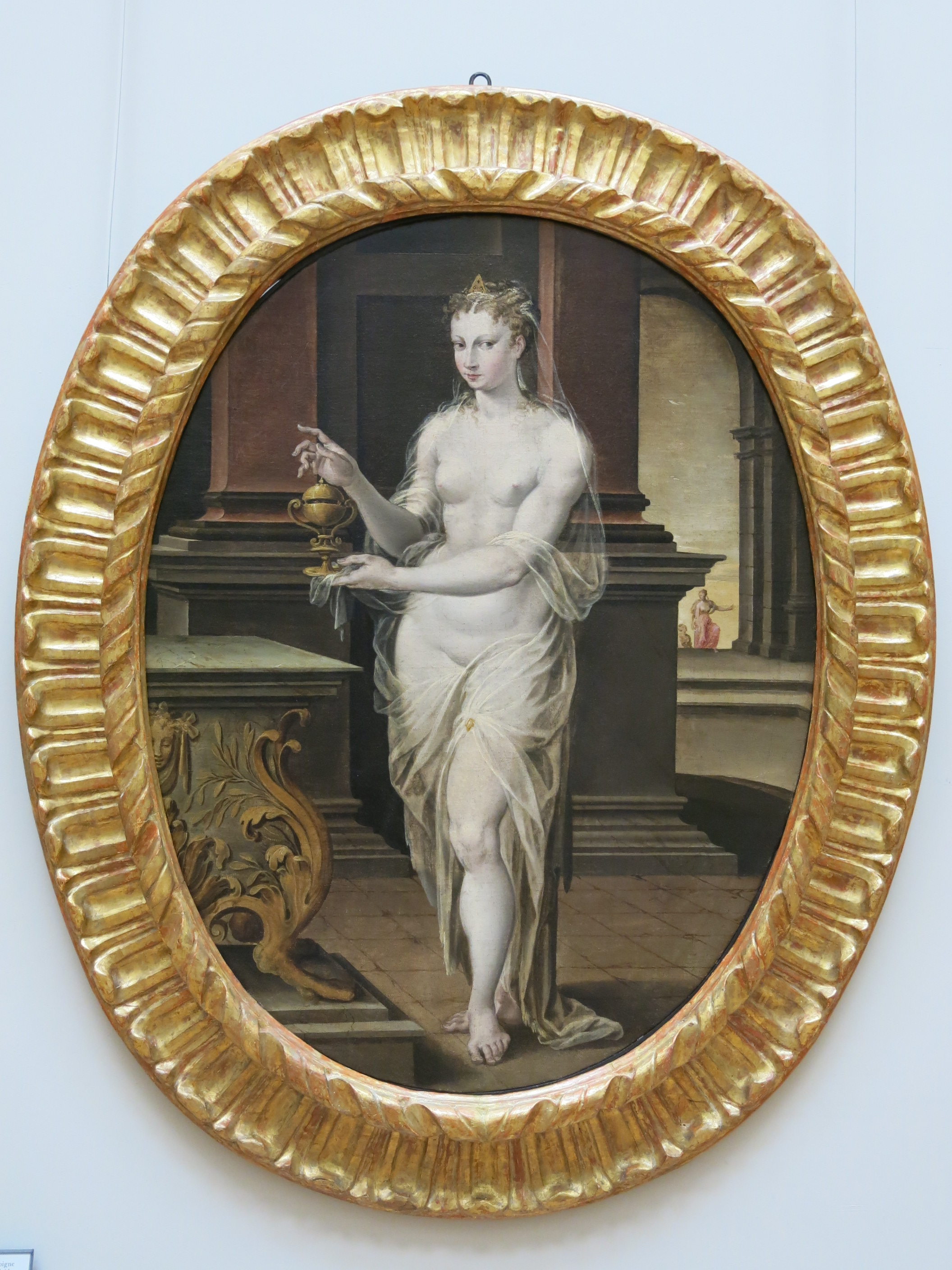
尼科洛·德爾·阿巴特，1555年
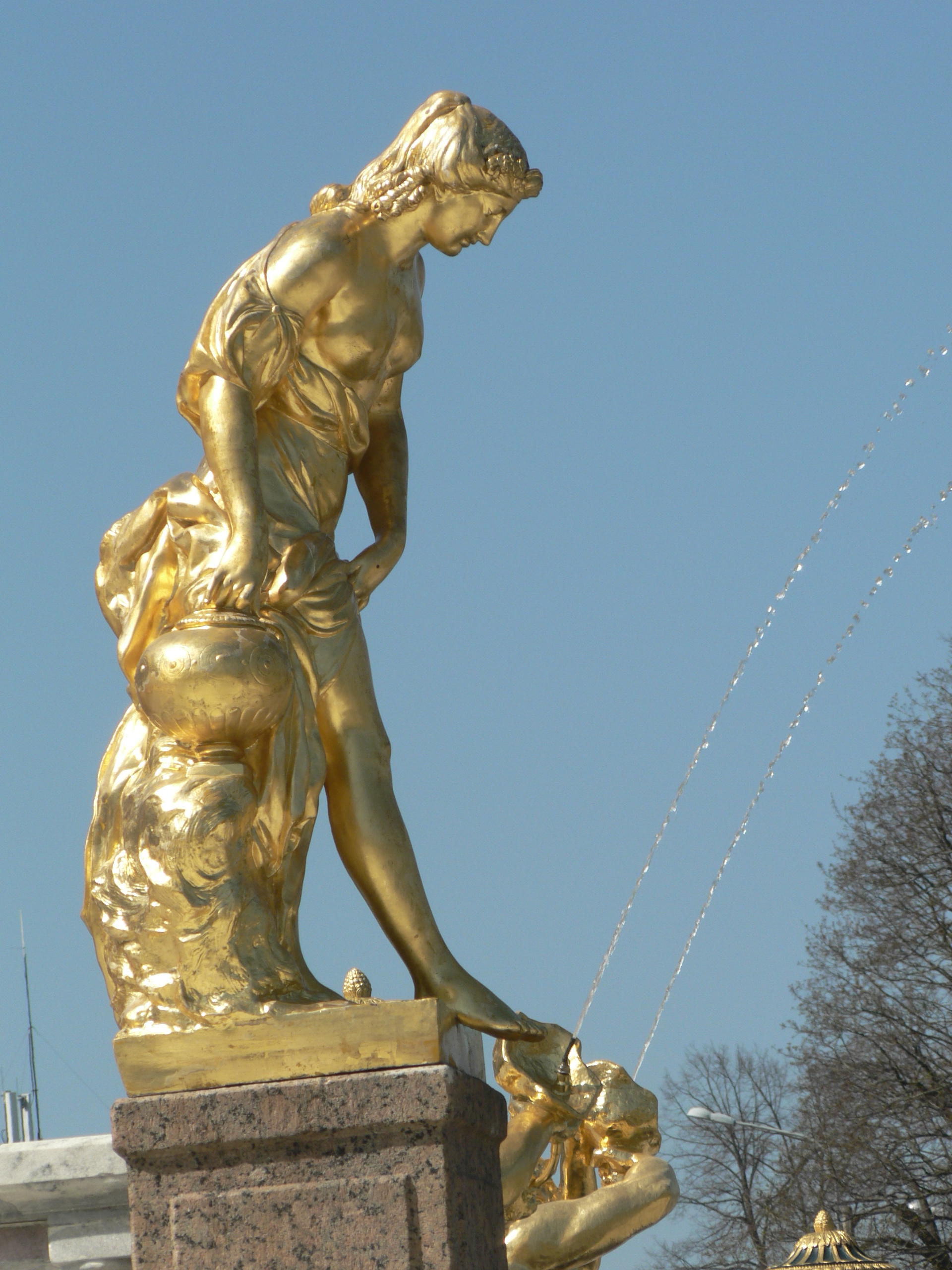
俄羅斯噴泉，1801年
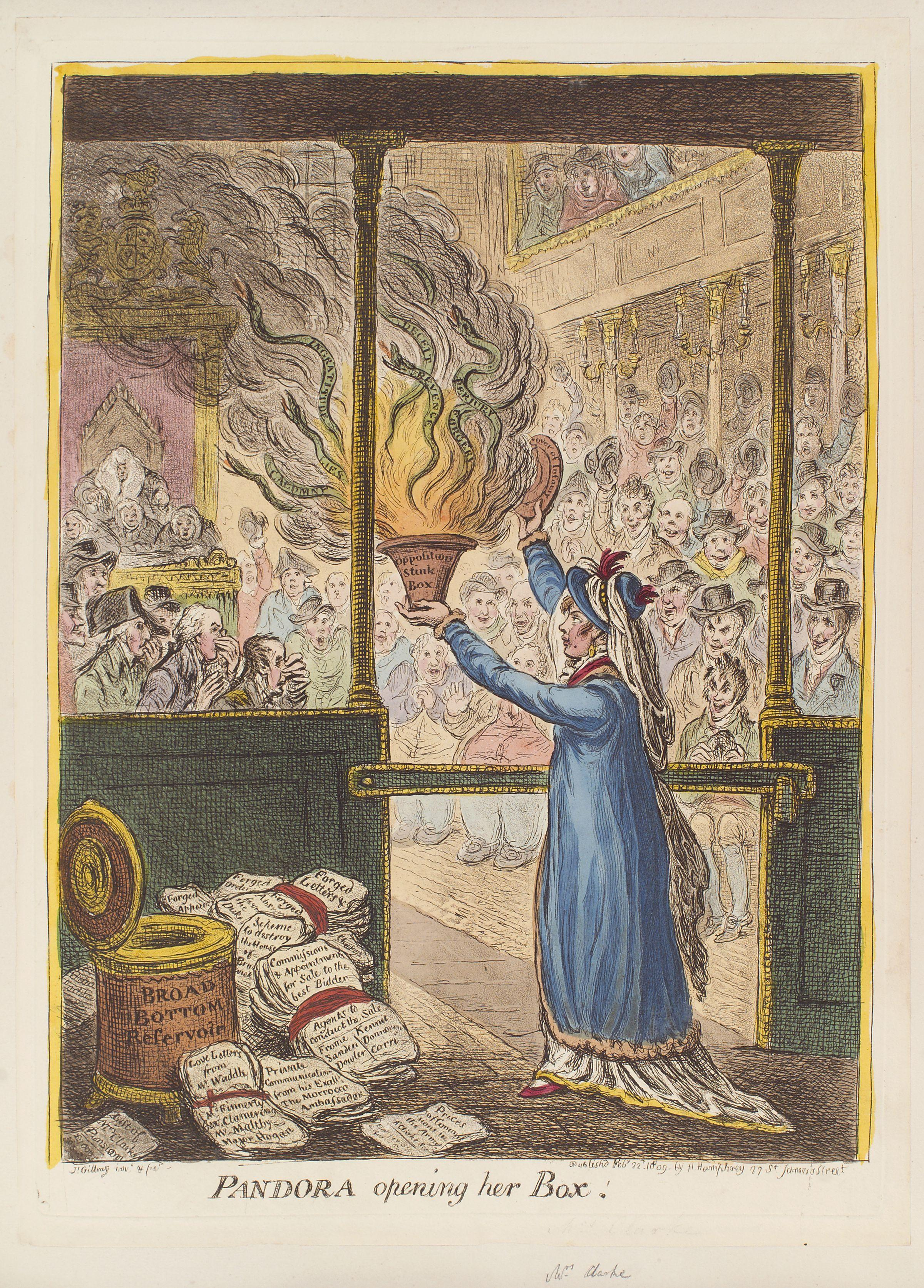
詹姆斯·吉爾雷政治漫畫，1809年
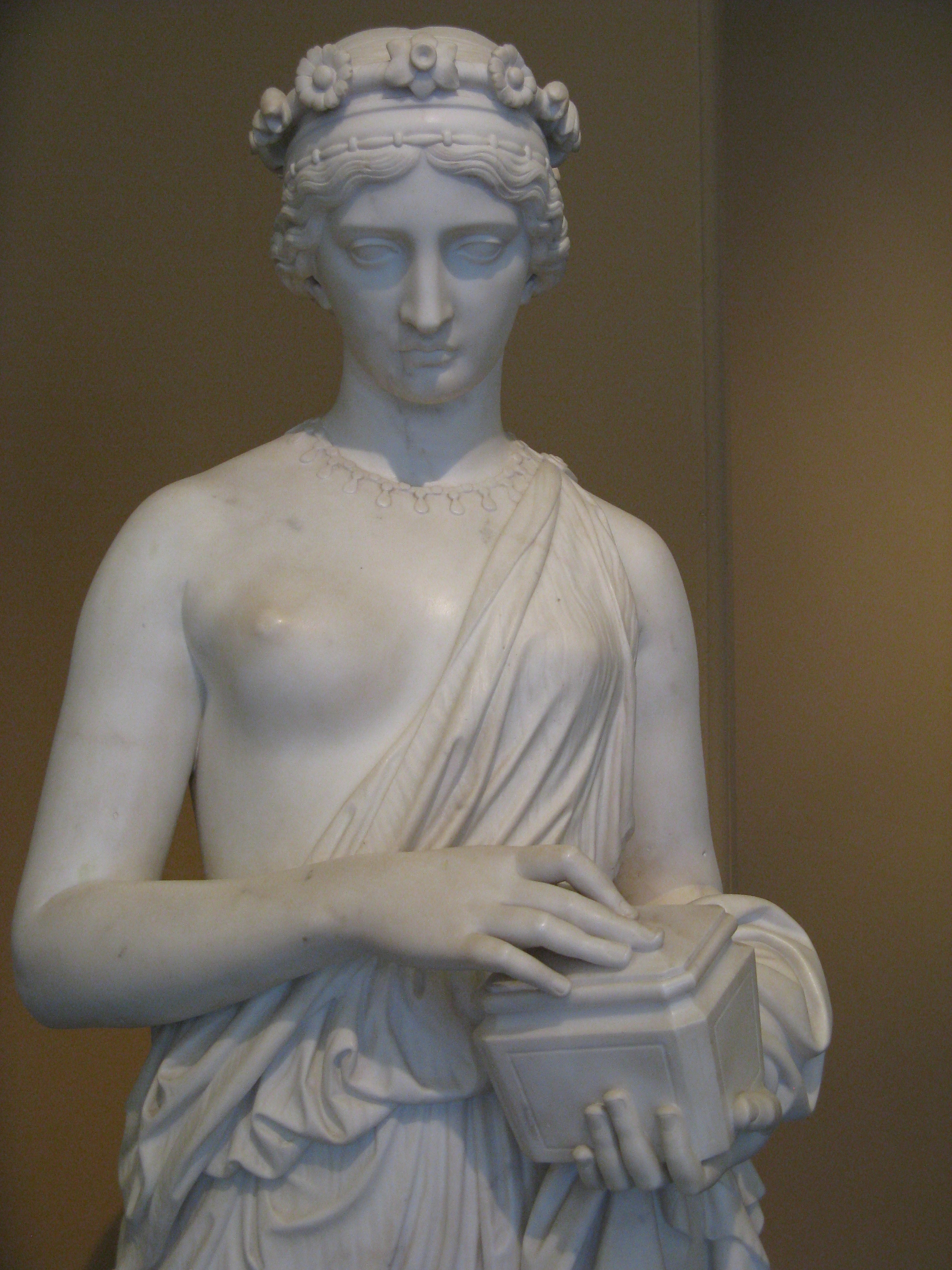
約翰·吉布森 （John Gibson） 的《潘朵拉》，1899 年
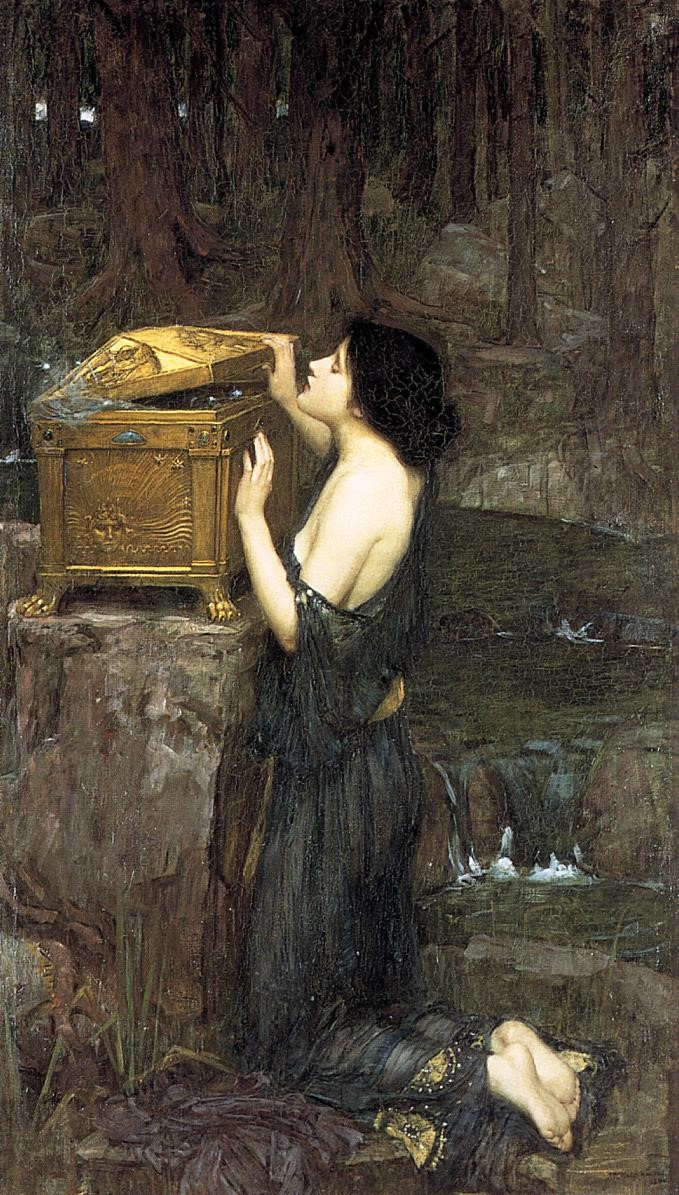
約翰·威廉·沃特豪斯，1896年

## 寓意
根據神話，眾神之王宙斯要求潘朵拉不可以開，但潘朵拉不敵好奇心的誘惑，還是偷偷的把盒子打開了，但在盒子裡面裝的是許多不幸的事物。潘朵拉打開魔盒後就釋放出往後人世間的所有邪惡——貪婪、虛偽、誹謗、嫉妒、痛苦、疾病、禍害等等，原本寧靜沒有任何災害動亂的世界開始動盪不安起來，此時潘多拉趁「希望」（希臘文Elpis）沒有來得及釋放時，在慌亂中依照宙斯的旨意趕緊蓋住盒子，結果盒內只剩希望沒飛出去，永遠鎖在盒內。因此即使人類不斷地受苦受難、遭遇種種挫折和折磨，希望都不會出現。
有說法指潘朵拉關住的應該是「預兆」，因為預兆這個災禍被困在盒底，所以人類才擁有希望，不致於活在絕望當中；如果潘朵拉關住了希望，那麼人類世界應該是沒有希望，活在沒有前途、充滿了毀滅的世界中。但有說法認為這盒子裡除了裝有不幸的事物之外，同時也裝有友情、愛情等幸福的事物，象徵一切美好的事物都收藏於內，所以潘朵拉在蓋上盒子時才留住了希望。
其實「盒子中保存希望」的寓意歷來在學界頗有爭議。如果災禍被釋放出盒子會帶給人類災禍，那希望未被釋放應該是「沒帶給人類希望」，那麼這段神話記載的意涵應該是更悲觀的，亦即：本出於善意而想少放一個災禍出去的潘朵拉反而誤把「希望」截留下來，人間因此毫無希望。還有另一個問題是，宙斯為何要在盒中一堆災禍裡摻入性質不同的「希望」？這又牽涉了其希臘原文「Elpis」的詞意，古希臘這個詞其實可表達「對壞事或好事的期望」。若是「對壞事的期望」，那就是一種讓人容易「擔驚受怕」的災禍；但即使當成「對好事的期望」（最接近「希望」），尼采也曾給出最黑暗的另類詮釋：宙斯就是想要人類受盡各種災禍折磨後仍抱持虛假的希望，以致於願意苟延殘喘而繼續遭受折磨。

## 影視作品
以下為以潘朵拉盒子為主題的影視作品：
- 《哆啦A梦》潘多拉魔盒
- 《古墓奇兵：風起雲湧》（2003年）
- 《奪命潘朵拉》（2017年）：美國恐怖電影
在該作裡是一種可以實現任何願望的神秘盒子，卻裡面含著為許願者带来付出代價的灾难性的詛咒。
- 《假面騎士Build》（2017年）：日本特攝
在該作是作为恶役騎士所擁有的灭世兵器。
- 《十二傳說》（2019年）：
香港民俗學教授潘朵拉（名字起源于潘朵拉的盒子）与突发记者傅子博和高级督察易铭贤一起查明各个都市传说背后不为人知的真相。
- 《Fate/kaleid liner 魔法少女☆伊莉雅 3rei》（2012年）：日本動漫
在該作中是希臘神話眾神在神話時代製造的許願機。